# Goiești (okręg Dolj)
Goiești – wieś w Rumunii, w okręgu Dolj, w gminie Goiești. W 2011 roku liczyła 1120 mieszkańców.